# Matteo Marcenaro
Matteo Marcenaro (Genova, 9 novembre 1992) è un arbitro di calcio italiano.

## Carriera
Inizia ad arbitrare nel 2007 all'età di quindici anni. Dopo alcuni anni nelle serie minori, debutta nel 2014 a livello nazionale in Serie D. Il 1º luglio 2017 è promosso in CAN C. Esordisce in Serie C il 27 agosto 2017, dirigendo Pro Piacenza-Giana Ermino (3-1).
Esordisce in Serie B il 10 maggio 2021, arbitrando Pisa-Virtus Entella (3-2).
Il 17 giugno 2021 dirige la finale di ritorno dei play off di Serie C tra Alessandria e Padova. Il 1º luglio 2021 viene promosso alla CAN A-B.
Il 30 novembre 2021 esordisce in Serie A, arbitrando Verona-Cagliari, terminata 0-0..
Il 15 agosto 2023 fa il suo esordio da arbitro internazionale come quarto ufficiale in Galatasaray-Olimpija Ljubljana, gara delle qualificazioni per la Champions League, diretta da Marco Guida, e nel match della fase a gironi Shaktar Donetsk-Porto del 19 settembre 2023, diretta da Davide Massa, sempre come quarto ufficiale.
L'11 novembre 2023, nell'ambito di una collaborazione tra l'AIA e la Federazione Calcistica di Cipro è chiamato a dirigere la partita del massimo campionato cipriota APOEL Nicosia-AEL Limassol.
Il 12 settembre 2022 è quarto ufficiale nell'amichevole Scozia-Inghilterra, la più antica rivalità tra nazionali nella storia del calcio (la prima partita tra Scozia e Inghilterra avvenne nel 1872), diretta da Davide Massa, su richiesta della Federazione Scozzese all'AIA di affidare la direzione della partita ad una squadra arbitrale interamente italiana.
Il 22 ottobre 2023, nell'ambito di una collaborazione tra l'AIA e la Federazione Cipriota, dirige APOEL Nicosia-AEK Larnaca, gara del massimo campionato locale, coadiuvato da assistenti arbitrali locali e dal VAR italiano Luca Zufferli.

## Riconoscimenti
- Premio Stefano Farina, 2024.[8]
- Premio Sportilia 2024[9]